# Emil Chertek
Emil Chertek, též Emil von Chertek (1835 Salcburk – 7. října 1922 Prein an der Rax), byl rakousko-uherský, respektive předlitavský státní úředník a politik, v letech 1879–1880 ministr financí Předlitavska.

## Biografie
V roce 1858 vstoupil do státních služeb. Působil dlouho v politické správě v Chorvatsku. Na ministerstvo financí ho přivedl ministr Sisinio de Pretis. 24. června 1879 byl jmenován sekčním šéfem ministerstva financí, přičemž při zdůvodnění jeho povýšení de Pretis uvedl hlavně Chertekovy zásluhy o přijetí novely pozemkové daně. Politicky se profiloval jako spojenec německorakouských liberálů.
13. srpna 1879 (podle jiného zdroje 19. srpna) se stal ministrem financí Předlitavska ve vládě Eduarda Taaffeho. Ministerstvo vedl do 16. února 1880.
Od září 1890 působil jako generální ředitel Nejvyššího privátního a rodinného fondu (Allerhöchsten Privat- und Familienfond), který spravoval osobní majetek císaře. V roce 1910 odešel do penze (ve věku 77 let). Zemřel roku 1922.